# Herbert Winlock
Herbert Eustis Winlock (ur. 1 lutego 1884 w Waszyngtonie, zm. 26 stycznia 1950 w Venice na Florydzie) – amerykański egiptolog. 
Rodzicami jego byli: Alice Broom i William Crawford Winlock, który piastował funkcję sekretarza w Smithsonian Institution. Tak więc od najmłodszych lat Herbert wzrastał w atmosferze tematów związanych z muzealnictwem, historią i archeologią, co wywarło wielki wpływ na kształtowanie jego zainteresowań. 
Swój pierwszy stopień specjalistycznego wykształcenia Winlock osiągnął, kończąc w 1906 egiptologię na Uniwersytecie Harvarda, pod opieką i kierownictwem Alberta Lythgoe'a, który w tamtych latach był kuratorem kolekcji egipskiej w bostońskim Museum of Fine Arts. W ocenie Lythgoe'a, Winlock był jego najzdolniejszym i najbardziej obiecującym studentem. Wynikiem tego była obietnica wspólnego wyjazdu do Egiptu po zakończeniu przez Winlocka studiów. 
W 1906 Winlock znalazł się w ekipie kierowanej przez Lythgoe'a , pracującej dla nowojorskiego Metropolitan Museum of Art, wyjeżdżającej do Egiptu w ramach Ekspedycji Egipskiej.  W latach 1906 -1907 Winlock wraz z ekipą Lythgoe'a pracował w Liszt, asystując Arthurowi Mace'owi. Następnie pracował w Oazie Charga. Pod koniec 1910 prace te zostały przerwane.
Albert Lythgoe przekonał Gastona Maspero, aby ten przydzielił Ekspedycji Egipskiej MMA, koncesję na prowadzenie prac w Malkacie, w obrębie ruin pałacu Teje, żony Amenhotepa III. W wyniku spotkania Winlock'a i Maspero, do którego doszło w Kairze, udało się nakłonić dyrektora Służby Starożytności do rozszerzenia koncesji na tereny Teb, Qurnet Murai, Asassif oraz Deir el-Bahari.
W latach 1911–1912 prace prowadzono w obrębie nekropoli z czasów XI dynastii.
Na przełomie 1912 i 1913, Winlock brał udział w pracach w świątyni Mentuhotepa II w Deir el-Bahari oraz w świątyni grobowej Ramzesa V i VI w Asassif.
W 1914 Winlock powrócił do Stanów Zjednoczonych, gdzie w Metropolitan Museum zajmował się opracowywaniem wykopalisk prowadzonych w Egipcie w minionych latach. 
W czasie I wojny światowej został wcielony do armii amerykańskiej i w stopniu majora był członkiem kontyngentu amerykańskiego w Europie.
W 1919 roku powrócił do Egiptu, gdzie na przełomie 1919 i 1920 wznowiono prace w obrębie nekropolii tebańskich, w ramach koncesji przyznanej przez Gastona Maspero. W tym sezonie dokonano znaczącego odkrycia grobowca wezyra Meketre z czasów przełomu XI i XII dynastii.
W latach 1920 - 1921 Winlock kierował pracami w obrębie świątyni Mentuhotepa II w Deir el-Bahari, odkrywając szereg grobowców kobiet z rodziny królewskiej. W 1921 roku, badając w Nowym Jorku, w siedzibie MMA przedmioty odnalezione przed 12 laty w Dolinie Królów i podarowane mu przez Davisa dla MMA, dokonał niezwykle ważnego odkrycia, wyciągając niezwykle istotne wnioski.
Gliniane dzbany nosiły na sobie pieczęci Tutanchamona oraz Królewskiej Nekropoli, co stanowiło niezbity dowód na to, że Tutanchamon został pochowany w Dolinie. Wszystkie przedmioty odnalezione niegdyś przez Davisa były pozostałościami po mumifikacji Tutanchamona oraz resztkami po stypie, która zapewne odbyła się zaraz po pochowaniu króla, a bezpośrednio przed zapieczętowaniem jego grobowca.
Na podstawie zgromadzonych przedmiotów Winlock wyciągnął szczegółowe wnioski co do ilości osób biorących udział w stypie, ich strojach, menu oraz rytualnych zachowaniach po zakończeniu uczty. Wszystkie przedmioty i resztki po uczcie zostały starannie pozbierane i spakowane do dzbanów i następnie złożone w szybie-schowku, odnalezionym przez Davisa. Spostrzeżenia te, którymi Winlock podzielił się z Carterem, utwierdziły tego ostatniego w przekonaniu o "obecności Tutanchamona" w Dolinie. Był to znaczący wkład Winlocka w proces poszukiwania i odkrycia grobowca Tutanchamona.
W 1922 prowadzono prace w obrębie nekropoli z czasów XI dynastii, w grobowcu Ipi, w którym znaleziono grupę papirusów, opisujących życie dworskich elit z czasów Średniego Państwa.
Prace w Deir el-Bahari prowadzono także w obrębie świątyni Hatszepsut, gdzie odkryto kolosalne posągi królowej. Prace te zaowocowały odkryciem wielu wspaniałych zabytków z czasów Hatszepsut oraz odnalezieniem grobowca faworyta królowej - Senenmuta. Wiele spośród ówczesnych znalezisk znajduje się obecnie w ekspozycji dotyczącej Hatszepsut w Metropolitan Museum of Art w Nowym Jorku. 
W czasie prac, w latach 1928–1929 członkowie ekipy Winlock'a dokonali w Deir el-Bahari odkrycia pochówku Meritamon, żony Amenhotepa II. 
W 1932 Herbert Winlock został wybrany na stanowisko dyrektora Metropolitan Museum of Art. Funkcję tę pełnił do 1939. Zmarł w 1950 roku w wieku 66 lat jako emerytowany dyrektor MMA. 
Uważany jest za jednego z najlepszych, największych egiptologów i badaczy, słynący nie tylko ze swych odkryć, ale również z opracowań naukowych, dokumentujących prace wykopaliskowe i badawcze. Jego życie i kariera ściśle związane były z Metropolitan Museum of Art, w którym zatrudniony był, najpierw jako asystent, później jako kierownik prac wykopaliskowych, wreszcie jako jego dyrektor. Dzięki jego pracy MMA wzbogaciło się o najwspanialsze eksponaty, tworzące dziś kolekcje egipską.